# Pacific Rim Championship 1997
El Pacific Rim Championship de 1997 fue la segunda edición del torneo de rugby que enfrentó a selecciones nacionales norteamericanas y asiáticas.
En esta edición el ganador fue Canadá, quienes consiguieron su segundo campeonato.

## Equipos participantes
- Selección de rugby de Canadá
- Selección de rugby de Estados Unidos
- Selección de rugby de Hong Kong
- Selección de rugby de Japón

## Posiciones
| Pos. | Equipo         | Encuentros | Encuentros | Encuentros | Encuentros | Tantos  | Tantos    | Tantos     | Puntos |
| Pos. | Equipo         | jugados    | ganados    | empatados  | perdidos   | a favor | en contra | diferencia | Puntos |
| ---- | -------------- | ---------- | ---------- | ---------- | ---------- | ------- | --------- | ---------- | ------ |
| 1    | Canadá         | 6          | 5          | 0          | 1          | 200     | 116       | + 84       | 16     |
| 2    | Hong Kong      | 6          | 3          | 0          | 3          | 186     | 121       | + 65       | 12     |
| 3    | Estados Unidos | 6          | 3          | 0          | 3          | 120     | 176       | - 56       | 12     |
| 4    | Japón          | 6          | 1          | 0          | 5          | 134     | 227       | - 93       | 8      |

## Resultados
| 3 de mayo | Hong Kong | 42 - 20 | Japón |  |  |

| 10 de mayo | Canadá | 53 - 12 | Estados Unidos |  |  |

| 18 de mayo | Hong Kong | 46 - 9 | Estados Unidos |  |  |

| 18 de mayo | Japón | 32 - 31 | Canadá |  |  |

| 24 de mayo | Hong Kong | 27 - 35 | Canadá |  |  |

| 24 de mayo | Japón | 12 - 20 | Estados Unidos |  |  |

| 7 de junio | Canadá | 17 - 16 | Hong Kong |  |  |

| 7 de junio | Estados Unidos | 51 - 29 | Japón |  |  |

| 14 de junio | Canadá | 42 - 18 | Japón |  |  |

| 14 de junio | Estados Unidos | 17 - 14 | Hong Kong |  |  |

| 28 de junio | Estados Unidos | 11 - 22 | Canadá |  |  |

| 29 de junio | Japón | 23 - 41 | Hong Kong |  |  |

| Bandera de Canadá |
| Campeón Canadá    |
| Segundo título    |